# The Moon Thieves
The Moon Thieves (盜月者) és una pel·lícula de robatoris de Hong Kong del 2024 dirigida per Steve Yuen. Protagonitzada per Anson Lo, Edan Lui, Louis Cheung, Michael Ning i Keung To, la pel·lícula està basada en el robatori de Tenshodo de Ginza del 2009 i el robatori de correus de Hong Kong del 2010. Gira al voltant d'una missió de robatori al Japó, amb dos reclutes sense experiència, un falsificador (Lui) i un serraller (Lo), que s'uneixen a una tripulació reticent (Cheung i Ning).
La fotografia principal va tenir lloc de març a maig de 2023, amb ubicacions a Tòquio i Hong Kong. La pel·lícula es va estrenar a Hong Kong el 9 de febrer de 2024 com a pel·lícula de l'Any Nou Xinès de l'Any del Drac. Es va convertir en la cinquena pel·lícula de Hong Kong més taquillera del 2024 i va rebre una nominació al Millors efectes visuals als 43ns Premis de Cinema de Hong Kong.

## Argument
Vincent ven un frankenwatch (un rellotge antic format per peces d'època procedents de diferents rellotges) a un client de la botiga de rellotges del seu pare. L'oncle, fill d'un influent comerciant de rellotges de l'inframón, reconeix el talent de Vincent i vol reclutar-lo com a rellotger per a un equip de robatori. Inicialment es nega, però Vincent sucumbeix a les amenaces de l'oncle d'exposar el seu engany als clients del seu pare. L'oncle presenta Vincent al cap del grup, Chief, i ordena Chief que reuneixi Mario i la senyora Hong per a un atracament dirigit a tres rellotges Picasso de prestigi al Japó. Mario accepta de mala gana, mentre que la senyora Hong declina amb ràbia. Però Yoh, el fill de la senyora Hong, s'ofereix per unir-se al grup per guanyar diners per a la cirurgia de cataractes de la seva mare.
El grup localitza els rellotges Picasso en una coneguda botiga de rellotges de Tòquio. Accedeixen a la sala VIP amb Vincent i Yoh fent-se passar per clients rics que tenen la intenció de comprar un rellotge car de Chief i Mario a la botiga de destinació. Tanmateix, Vincent es distreu amb el llegendari Moonwatch dins de la volta i no actua segons el pla. Mario avisa Vincent que només s'emporti els tres rellotges que necessiten. El grup realitza el robatori durant un espectacle de focs artificials i entra amb èxit a la sala VIP. Yoh inicialment lluita per desbloquejar la volta, però Vincent s'adona de cera seca als botons, cosa que permet a Yoh obrir-la. Mentrestant, un vianant borratxo activa l'alarma de l'entrada de la botiga, obligant el grup a retirar-se. Mario sucumbeix a la cobdícia i roba el Moonwatch durant la seva fugida. No obstant això, en Mario s'adona dels problemes amb què es troba després d'assabentar-se de la història de fons del Moonwatch per  Vincent més tard a la casa segura. Ell exposa l'associació del grup amb l'oncle al mercat negre de rellotgess amb el telèfon de Vincent. Mentrestant, el president Kato, el senyor del crim propietari de Moonwatch, ordena als seus homes que el recuperin. Chief s'enfronta a Mario sobre el rellotge addicional demanat pels sicaris japonesos. Mario li mostra Chief el Moonwatch robat i li proposa revoltar-se contra l'oncle, ja que creu que l'oncle està intentant eliminar els companys de sempre del seu pare. Així, el grup té previst exposar l'oncle i garantir la seva seguretat.
Yoh fingeix trair el grup i revela el seu amagatall a l'oncle. Els homes de l'oncle capturen el grup i els porten de tornada a Hong Kong. Abans que l'oncle ordeni a Yoh que mati els altres, Vincent intervé i afirma que és l'únic que coneix la ubicació dels rellotges ocults de Picasso. L'oncle envia Vincent i Yoh a recuperar-los. El duet va a l'oficina de correus per recuperar les peces del rellotge que es van enviar per correu a Hong Kong però que es troben amb complicacions. Vincent i Yoh decideixen enfrontar-se a l'oncle després de muntar una trampa al camió. Vincent amenaça amb destruir els rellotges tret que l'oncle alliberi Chief i Mario. L'oncle accepta de mala gana i ordena el seu alliberament. Tanmateix, mentre Yoh llença els rellotges del camió a l'oncle, un grup de sicaris japonesos arriba al lloc dels fets. L'oncle arrogant ordena als seus homes que disparin als japonesos, però els seus homes són abatuts ràpidament. Els sicaris prenen el Moonwatch mentre l'oncle només assegura els rellotges Picasso. Els sicaris disparen contra el camió, però la tripulació ja s'ha escapat per una trampa cap a les canonades subterrànies. Busquen refugi a casa de Tung, on Vincent descobreix que el paquet que faltava ha estat enviat al Japó segons l'adreça de retorn.
A l'escena dels crèdits mitjans, Vincent revela que els tres rellotges Picasso donats a l'oncle eren en realitat frankenwatches, i mostra amb orgull els rellotges reals als seus companys de grup. Mentrestant, l'oncle, sense saber l'engany, intenta vendre els frankenwatches a un senyor del crim rus que ràpidament descobreix que els rellotges són falsos. El secuaç de l'oncle l'abandona immediatament, deixant un oncle horroritzat a punta de pistola dels russos.

## Repartiment
- Anson Lo com a Yoh: el fill petit de la Sra. Hong que s'ofereix per ser l'artista de la selecció de panys del grup del robatori.[1]
- Edan Lui com a Vincent Ma: un falsificador de rellotges antics que és reclutat per l'oncle per substituir un membre de la tripulació del robatori mort.[1]
- Louis Cheung com a Chief: el líder del grup de robatori que és lleial al pare de l'oncle.[1]
- Michael Ning com a Mario: un especialista en explosius i un membre de fa temps del grup del robatori.[1]
- Kwok Fung com el Sr. Bard: un conegut del pare de l'oncle que encarrega els tres rellotges Picasso.[2]
- Ben Yuen com a Kuen: propietari d'una botiga de rellotges i pare de Vincent.[2]
- Deon Cheung com a Wayne: un senyor del crim que va comprar un frankenwatch a Vincent.[2]
- Luna Shaw com a Sra Hong: una antiga còmplice del cap i Mario que va perdre el seu fill gran en l'operació anterior.[2]
- Ray So com Tung: un treballador amb problemes mentals de l'oficina de correus que recull peces de rellotges per a Vincent.[2]
- Keung To com a oncle: un fill arrogant i desquitjat d'un comerciant de rellotges de l'inframón difunt que intenta matar els antics subordinats del seu pare.[1]

També apareixen a la pel·lícula Kazuya Tanabe com el president Kato, un empresari japonès i senyor del crim que és propietari en secret del Moonwatch; Ronald Lam com a Arkin, un antic còmplice de Chief i Mario i el rellotger del grup; Polly Lau i Elly Lam com a presentadores de notícies.

## Producció

### Desenvolupament
The Moon Thieves es va anunciar durant la presentació de la pel·lícula d'Emperor Motion Pictures el març de 2023, amb Steve Yuen dirigit i els membres del grup de nois Mirror Edan Lui, Anson Lo i Keung To en papers principals. La història es basa llunyanament en el robatori de Tenshodo de 2009 a Ginza i el robatori de correus de 2010 a Hong Kong L'abril de 2023, la producció va començar amb Louis Cheung i Michael Ning afegits al repartiment. L'octubre de 2023 es va publicar un tràiler oficial.

### Rodatge
La fotografia principal va començar el març de 2023 a Tòquio, Japó, i va finalitzar en dues setmanes. El rodatge es va reprendre el 27 d'abril a Hong Kong, and wrapped on 1 May. Els llocs de rodatge inclouen una sastreria a Prince Edward, una oficina de correus a Yau Tong i Chun Wang Street a Tseung Kwan O.

## Estrena
The Moon Thieves es va estrenar a Hong Kong el 9 de febrer de 2024 com a pel·lícula de l'Any Nou Xinès de l'Any del Drac. També va ser seleccionada per ser la pel·lícula d'obertura del 19è Festival de Cinema Asiàtic d'Osak, i està disponible per a streaming a Disney+ a partir del 16 d'agost de 2024. La pel·lícula també es va projectar a la secció Órbita del LVII Festival Internacional de Cinema Fantàstic de Catalunya.

## Recepció

### Taquilla
The Moon Thieves va recaptar més de 10 milions HK$ el cinquè dia després de la seva estrena en cinemes, i va acumular aproximadament 20 milions de dòlars HK durant la seva segona setmana. A partir del 2 de març de 2024, la pel·lícula ha recaptat més de 25 milions de dòlars HK, i va concloure el recurregut en sales amb un total brut de més de 27,5 milions de dòlars de Hong Kong, la qual cosa la converteix en la cinquena pel·lícula de Hong Kong més taquillera del 2024.

### Resposta crítica
Leslie Felperin de The Guardian va donar a la pel·lícula 3/5 estrelles i la va descriure com "molt ximple però diabòlicament visionable", reconeixent la incorporació d'elements de Ocean's Eleven (2001) de Steven Soderbergh (2001) i una mecànica argumental entretinguda que mostra el funcionament dels panys i els rellotges, però va assenyalar la seva sensació preempaquetada i la mala interpretació de Keung To, donant lloc a una pel·lícula que és estranyament agradable malgrat el seu absurd. Edmund Lee de South China Morning Post va donar a la pel·lícula 3,5/5 estrelles, elogiant la seva narració lúdica, les seves visuals elegants i les actuacions carismàtiques de la majoria de l'elenc, però va criticar la mala interpretació de Keung To com a vilà principal. Lee també va classificar la pel·lícula en el novè lloc de les 36 pel·lícules de Hong Kong estrenadas a les sales el 2024. Tara Brady fr The Irish Times va donar a la pel·lícula 3/5 estrelles i la va descriure com a entretinguda, situant-se entre les pel·lícules d'acció de Hong Kong dels anys 90 i les pel·lícules Oceans de Soderbergh, i va elogiar els elements divertits de la selecció de panys i la mecànica de rellotges, però va criticar la mala interpretació de Keung To i les ocasionals actuacions fora de lloc del conjunt.
Per contra, Thomas Kong de Esquire va oferir una opinió contrastada, destacant les sorprenentment impressionants actuacions dels membres de Mirror, amb la interpretació intel·ligent i natural d'Edan Lui i l'habilitat d'Anson Lo d'evocar simpatia, alhora que emfatitzava el desafiant i destacat paper interpretat per l'actor vilà per primera vegada Keung To. Ho Siu-bun d' am730, que es va centrar en la trama, va descriure la pel·lícula com a moderadament entretinguda, ja que incorporava elements familiars de les pel·lícules criminals de Hong Kong i explora un tema desconegut dels rellotges com a objectiu del atracament, però va criticar la seva narració inconsistent i la manca de desenvolupament del personatge.

## Premis i nominacions
| Any  | Premi                              | Categoria               | Nominat                                 | Resultat | Ref.   |
| ---- | ---------------------------------- | ----------------------- | --------------------------------------- | -------- | ------ |
| 2025 | 43ns Premis de Cinema de Hong Kong | Millors efectes visuals | Ng Ka-lung, Yeung Hey-chiu, Wave Cheung | Pendent  | [ 26 ] |